# Treinongeval bij Amsterdam Westerpark

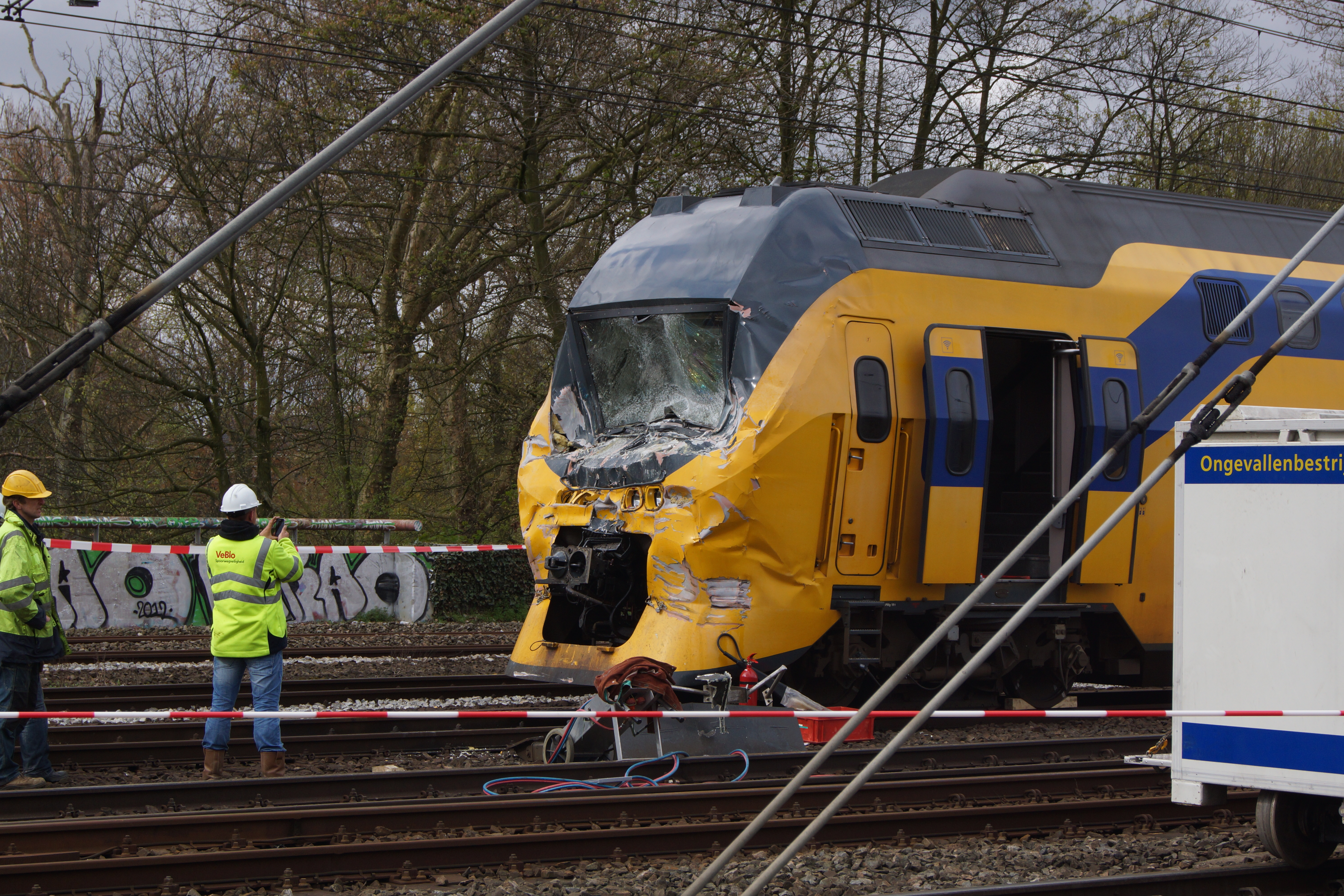
Schade aan de intercity

Bij een treinongeval bij Amsterdam Westerpark op 21 april 2012 botsten een Sprinter Lighttrain en een intercity van het type VIRM van de Nederlandse Spoorwegen frontaal op elkaar. Hierbij vielen ten minste 117 gewonden en kwam één persoon om het leven.
De treinen kwamen met elkaar in botsing op de spoorlijn Amsterdam - Zaandam, tussen station Amsterdam Centraal en Sloterdijk ter hoogte van het Westerpark. De botsing vond plaats precies boven de voet/fietstunnel tegenover de Zaandijkstraat (Spaarndammerbuurt). Dit is nabij kilometerpaal 0, het begin van de Oude Lijn.
Directe oorzaak van het ongeluk was het door een rood sein rijden (STS-passage) van de machinist van de sprinter.

## Slachtoffers
Van de honderden reizigers die zich op dat moment in beide treinen bevonden, is van 117 personen bekend dat zij gewond raakten, van wie 42 zwaargewond en 13 zeer ernstig zwaargewond. Een dag later overleed een van de zwaargewonden. De hulpdiensten waren binnen afzienbare tijd massaal aanwezig.

## Nasleep

### Stremming
Het spoorwegverkeer tussen Amsterdam en Haarlem, Schiphol en Zaandam raakte gedurende de gehele avond en volgende ochtend gestremd. Reizigers met een geldig NS-vervoersbewijs mochten gebruikmaken van de metro tussen de Amsterdamse treinstations. Tussen Amsterdam Sloterdijk en Haarlem werden bussen ingezet.
Door de botsing raakten twee wissels beschadigd en raakte het spoor ontzet. Na herstelwerkzaamheden gedurende zaterdagnacht en zondag reden de treinen op maandag 23 april weer volgens de normale dienstregeling.

### Berging
De dag na het ongeval, 22 april 2012, werden beide treinen, de sprinter even voor twaalf uur en de intercity rond twee uur, door een locomotief weggesleept. Bij de zwaarder beschadigde intercity ontstond tijdens het wegslepen het probleem dat deze wegens instabiliteit na 200 meter moest worden stilgezet. Na stabilisering werd het treinstel in de nacht van 22 op 23 april met een snelheid van 10 km/h (op wissels 5 km/h) naar de werkplaats in Haarlem gesleept. De rijtijd was tweeënhalf uur.

### Onderzoeken
Op 11 december 2012 werd het eindrapport van de Inspectie Leefomgeving en Transport van 1 oktober 2012 gepubliceerd, samen met de reactie van de minister van Infrastructuur en Milieu. Naar aanleiding van dit rapport kondigen de NS en ProRail aan dat er extra voorzieningen aangebracht gaan worden. Prorail zei alle seinen in Nederland uit te willen rusten met ATB Verbeterde versie (ATB-Vv). Dit beveiligingssysteem kan treinen dwingen te stoppen voor een rood sein, waar ATB-EG slechts in staat is treinen te dwingen af te remmen tot maximaal 40 km/h bij nadering van een rood sein, zonder op de (dreigende) passage van een rood sein te kunnen reageren. Ook wordt onderzocht of het interieur van treinen veiliger kan worden gemaakt, dit naar aanleiding van het grote aantal gewonden.
Uit een ander onderzoek, van de Inspectie Veiligheid en Justitie en de Inspectie voor de Gezondheidszorg, bleek op 9 december 2012 dat er veel mis was bij de registratie van slachtoffers. Veel gewonden bleken enige tijd 'zoek' te zijn. Ook bij eerdere ongevallen met veel slachtoffers bleek dit al het geval te zijn.
Naar aanleiding van de resultaten van deze onderzoeken stelde de Inspectie Leefomgeving en Transport de NS en ProRail onder verscherpt toezicht. Dit had er ook mee te maken dat eerdere aanbevelingen niet voldoende waren opgevolgd.

### Rapport van de OVV, oorzaken
Op 11 december 2012 werd ook het rapport van de Onderzoeksraad Voor Veiligheid gepubliceerd. De OVV wees in zijn rapport de combinatie van de volgende factoren als oorzaak aan:
- Door werkzaamheden werd een spoor in beide richtingen gebruikt.
- De verkeersleiding heeft een goederentrein op een ander tijdstip laten rijden, waardoor de intercity twee minuten vertraging opliep.
- De machiniste van de sprinter reed door een rood sein. De Raad vermoedde dat de machiniste een geel sein opmerkte op het spoor waar zij reed. Toen ze eenmaal dichter bij het sein was, heeft ze er geen aandacht meer aan gegeven, ze was namelijk afgeleid door een melding bestemd voor een andere trein. Hierdoor merkte zij niet op dat het sein op haar spoor niet geel maar rood was. De Raad beveelt aan dat er concretere procedures komen over het gedrag van machinisten na het passeren van een geel sein (dat altijd aan een rood sein voorafgaat).
- De verkeersleiding kan de positie van een trein op een scherm bekijken en kan dus in principe een STS-passage waarnemen, maar het is niet gangbaar (en gegeven de werkdruk niet haalbaar) steeds in de gaten te houden of dit gebeurt, en het systeem onderneemt ook niet spontaan actie (zoals het waarschuwen van de verkeersleiding, de betreffende machinist en/of machinisten van treinen in de buurt, het op rood zetten van andere seinen, en/of het tot stilstand brengen van de betreffende treinen). De sprinter werd niet automatisch gestopt doordat het sein niet was uitgerust met ATB-Vv. De Raad beveelt aan dat de machinist extra wordt gewaarschuwd dat een rood sein nadert, en dat na een STS-passage de machinist en de verkeersleider worden gewaarschuwd en de andere seinen op rood gezet worden. In de situatie hier kon dat pas gebeuren toen de sprinter op de rijweg van de intercity terechtkwam en daar een bezetmelding veroorzaakte, bij de passage van een wissel 300 meter voorbij het rode sein. De intercity was op dat moment het laatste sein voor de botsing al gepasseerd.
- De ATB-signalering van het spoor naar de trein is onafhankelijk van de identiteit en rijrichting van de trein: nadat de sprinter op de rijweg van de Intercity was aangeland, gaf het systeem aan dat de snelheid mocht worden verhoogd.

### Vervolging
De machiniste kreeg uiteindelijk een taakstraf.